# 圣洛朗拉韦尔内德
圣洛朗拉韦尔内德（法語：Saint-Laurent-la-Vernède，法語發音：[sɛ̃ loʁɑ̃ la vɛʁnɛd]）是法国加尔省的一个市镇，位于该省东北部，属于尼姆区。

## 地理
圣洛朗拉韦尔内德（44°6'18"N, 4°27'29"E）面积11.8 平方千米，位于法国奧克西塔尼大區加尔省，该省份为法国南部沿海省份，南端濒地中海，北起顺时针与阿尔代什省、沃克吕兹省、罗讷河口省、埃罗省、阿韦龙省和洛泽尔省接壤。
与圣洛朗拉韦尔内德接壤的市镇（或旧市镇、城区）包括：拉巴斯蒂德当格拉、卡维亚尔格、丰塔雷什、圣马塞尔德卡雷雷、圣康坦拉波特里、韦尔弗伊。

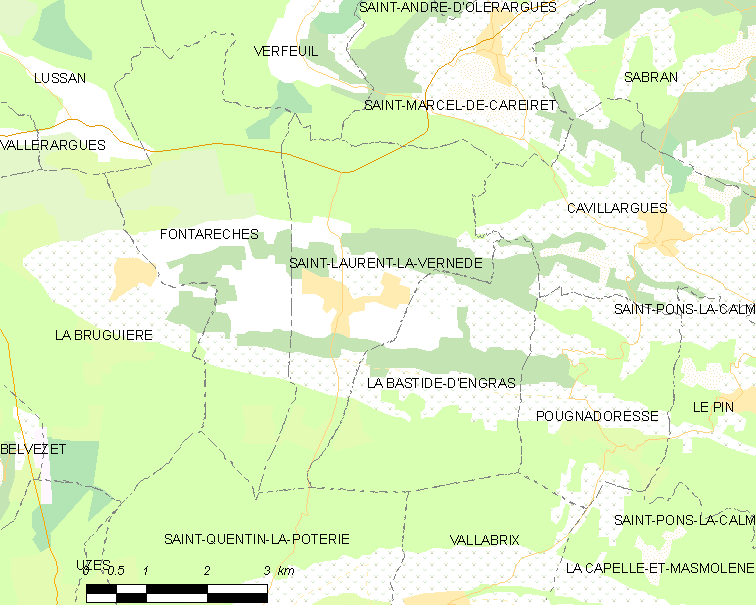
圣洛朗拉韦尔内德的OSM定位图

圣洛朗拉韦尔内德的时区为UTC+01:00、UTC+02:00（夏令时）。

## 行政
圣洛朗拉韦尔内德的邮政编码为30330，INSEE市镇编码为30279。

## 政治
圣洛朗拉韦尔内德所属的省级选区为于泽斯县。

## 人口

1962-2008年间圣洛朗拉韦尔内德人口变化图示

圣洛朗拉韦尔内德于2022年1月1日时的人口数量为707人。